# Cantone di Doudeville
Il Cantone di Doudeville era una divisione amministrativa dell'arrondissement di Rouen.
È stato soppresso a seguito della riforma complessiva dei cantoni del 2014, che è entrata in vigore con le elezioni dipartimentali del 2015.
Comprendeva i comuni di
- Amfreville-les-Champs
- Bénesville
- Berville
- Boudeville
- Bretteville-Saint-Laurent
- Canville-les-Deux-Églises
- Doudeville
- Étalleville
- Fultot
- Gonzeville
- Harcanville
- Hautot-Saint-Sulpice
- Prétot-Vicquemare
- Reuville
- Saint-Laurent-en-Caux
- Le Torp-Mesnil
- Yvecrique